# Trentham
Trentham is een plaats in de Australische deelstaat Victoria en telt 924 inwoners (2006).